# Бергия капская
Бе́ргия ка́пская (лат. Bérgia capénsis) — водное травянистое растение, типовой вид рода Бергия семейства Повойничковые (Elatinaceae).

## Ботаническое описание
Однолетнее, реже двулетнее травянистое растение с утолщённым ползучим стеблем 8—50 см длиной, укореняющемся в узлах, и восходящими ветвями, немного блестящими, красного или розового цвета.
Прилистники 2—3 мм длиной, яйцевидно-треугольной формы, на верхушке острые, с зубчатым краем, плёнчатые. Листья супротивные, 1,5—5 см длиной и 0,2—2,5 см шириной, почти сидячие — черешок 1—5 мм длиной, обратнояйцевидно-ланцетные до ланцетных, по краю с мелкими красными зубцами или почти цельные.
Цветки собраны в небольшие щитки в пазухах листьев, почти сидячие или на цветоножках 1—5 мм длиной. Чашечка с 5 параллельными узколанцетными до широкоэллиптических чашелистиками 1—2 мм длиной и около 0,8 мм шириной, венчик розовый, сиреневатый или белый, просвечивающий, с 5 продолговатыми или лопатчатыми лепестками, 1—2,2 мм длиной и 0,5—0,6 мм шириной, равными по длине чашелистикам или немного превышающими их, сначала параллельными, затем расходящимися. Тычинки в числе 10, со свободными нитями, немного расширенными в основании. Завязь почти шаровидная, столбики 0,25—0,3 мм длиной, прямые или изогнутые.
Плод — коробочка почти шаровидной формы, около 1,8 мм в диаметре, с пятью продольными бороздами, раскрывающаяся пятью створками, малинового цвета. Семена продолговато-эллиптические, часто изогнутые, коричневые, блестящие, с сетчатой поверхностью, менее 0,5 мм длиной.

## Распространение
Первоначальный ареал растения — Юго-Восточная Азия и Тропическая Африка (на мысе Доброй Надежды, вопреки указанию Линнея и названию, не встречается). Завезено в Южную Европу и Южную Америку.

## Таксономия

### Синонимы
- Bergia aquatica Roxb., 1799, nom. illeg. — Бергия водная, или водяная
- Bergia repens Blume, 1825
- Bergia verticillata Willd., 1799, nom. illeg.
- Elatine luxurians Delile, 1813
- Elatine verticillata (Willd.) Wight & Arn., 1834, nom. illeg.
- Mollugo pumila Noronha, 1790
- Spergula serrata Blanco, 1845